# Marokkó a 2004. évi nyári olimpiai játékokon
Marokkó a görögországi Athénban megrendezett 2004. évi nyári olimpiai játékok egyik részt vevő nemzete volt. Az országot az olimpián 9 sportágban 55 sportoló képviselte, akik összesen 3 érmet szereztek.

## Érmesek
| Érem  | Versenyző        | Sportág  | Versenyszám  |
| ----- | ---------------- | -------- | ------------ |
| Arany | Hisám el-Gerúzs  | Atlétika | Férfi 1500 m |
| Arany | Hisám el-Gerúzs  | Atlétika | Férfi 5000 m |
| Ezüst | Haszna Benhasszi | Atlétika | Női 800 m    |

## Atlétika
Férfi

| Versenyző             | Versenyszám    | Előfutam | Előfutam | Előfutam | Elődöntő | Elődöntő | Elődöntő | Döntő         | Döntő         |
| Versenyző             | Versenyszám    | Idő      | Hely.    | Össz.    | Idő      | Hely.    | Össz.    | Idő           | Helyezés      |
| --------------------- | -------------- | -------- | -------- | -------- | -------- | -------- | -------- | ------------- | ------------- |
| Muhszin es-Sehíbi     | 800 m          | 1:46,77  | 2.       | 32.      | 1:44,62  | 3.       | 3.       | 1:45,16       | 4.            |
| Amín Laalu            | 800 m          | 1:45,88  | 1.       | 13.      | 1:47,53  | 7.       | 20.      | kiesett       | kiesett       |
| Júszef Bába           | 1500 m         | 3:38,71  | 7.       | 11.      | 3:42,96  | 10.      | 20.      | kiesett       | kiesett       |
| Ádil el-Kaús          | 1500 m         | 3:39,88  | 4.       | 18.      | 3:35,69  | 1.       | 1.       | 3:38,26       | 9.            |
| Hisám el-Gerúzs       | 1500 m         | 3:37,86  | 1.       | 4.       | 3:40,87  | 1.       | 10.      | 3:34,18       |               |
| Hisám el-Gerúzs       | 5000 m         | 13:21,87 | 3.       | 9.       |          |          |          | 13:14,39      |               |
| Hisám Belláni         | 5000 m         | 13:22,64 | 6.       | 13.      |          |          |          | 13:31,81      | 9.            |
| Abd er-Rahím el-Gúmri | 5000 m         | 13:20,03 | 5.       | 5.       |          |          |          | 13:47,27      | 13.           |
| Mohammed Amín         | 10 000 m       |          |          |          |          |          |          | 28:55,96      | 18.           |
| Abd el-Latíf Semlál   | 3000 m akadály | 8:29,36  | 9.       | 25.      |          |          |          | kiesett       | kiesett       |
| Zuhajrr el-Vardi      | 3000 m akadály | 8:27,55  | 4.       | 21.      |          |          |          | kiesett       | kiesett       |
| Ali ez-Zín            | 3000 m akadály | 8:20,18  | 5.       | 10.      |          |          |          | 8:15,58       | 8.            |
| Hálid el-Búmlíli      | Maraton        |          |          |          |          |          |          | nem ért célba | nem ért célba |
| Rasíd el-Ganmúni      | Maraton        |          |          |          |          |          |          | nem ért célba | nem ért célba |
| Zsavád Garíb          | Maraton        |          |          |          |          |          |          | 2:15:12       | 11.           |

| Versenyző      | Versenyszám | Selejtező | Selejtező | Döntő    | Döntő    |
| Versenyző      | Versenyszám | Eredmény  | Helyezés  | Eredmény | Helyezés |
| -------------- | ----------- | --------- | --------- | -------- | -------- |
| Jahja Berrábah | Távolugrás  | 762 cm    | 30.       | kiesett  | kiesett  |
| Tárik Bútajib  | Távolugrás  | 779 cm    | 24.       | kiesett  | kiesett  |

Női

| Versenyző          | Versenyszám | Előfutam | Előfutam | Előfutam | Elődöntő | Elődöntő | Elődöntő | Döntő   | Döntő    |
| Versenyző          | Versenyszám | Idő      | Hely.    | Össz.    | Idő      | Hely.    | Össz.    | Idő     | Helyezés |
| ------------------ | ----------- | -------- | -------- | -------- | -------- | -------- | -------- | ------- | -------- |
| Mína Ait Hammu     | 800 m       | 2:03,70  | 2.       | 24.      | 2:00,66  | 7.       | 17.      | kiesett | kiesett  |
| Szeltána Ait Hammu | 800 m       | 2:03,95  | 2.       | 28.      | 2:00,64  | 6.       | 16.      | kiesett | kiesett  |
| Haszna Benhasszi   | 800 m       | 2:01,20  | 1.       | 10.      | 1:58,59  | 1.       | 3.       | 1:56,43 |          |
| Haszna Benhasszi   | 1500 m      | 4:05,98  | 5.       | 5.       | 4:07,39  | 5.       | 13.      | 4:12,90 | 12.      |
| Nezha Bidván       | 400 m gát   | 55,69    | 3.       | 18.      | kiesett  | kiesett  | kiesett  | kiesett | kiesett  |
| Hafída Ízem        | Maraton     |          |          |          |          |          |          | 2:40:46 | 27.      |
| Kenza Vahbi        | Maraton     |          |          |          |          |          |          | 2:41:36 | 30.      |

## Cselgáncs
Férfi

| Versenyző        | Versenyszám | Selejtező         | 32-es főtábla                        | Nyolcaddöntő      | Negyeddöntő       | Elődöntő          | Vigaszág első kör                 | Vigaszág negyeddöntő             | Vigaszág elődöntő | Bronz- mérkőzés   | Döntő             | Helyezés    |
| Versenyző        | Versenyszám | Ellenfél Eredmény | Ellenfél Eredmény                    | Ellenfél Eredmény | Ellenfél Eredmény | Ellenfél Eredmény | Ellenfél Eredmény                 | Ellenfél Eredmény                | Ellenfél Eredmény | Ellenfél Eredmény | Ellenfél Eredmény | Helyezés    |
| ---------------- | ----------- | ----------------- | ------------------------------------ | ----------------- | ----------------- | ----------------- | --------------------------------- | -------------------------------- | ----------------- | ----------------- | ----------------- | ----------- |
| Júnesz el-Ahamdi | Légsúly     |                   | Jevgenyij Sztanyev (RUS) · 0000-1000 | kiesett           | kiesett           | kiesett           |                                   |                                  |                   |                   |                   | helyezetlen |
| Ádil Belgájid    | Váltósúly   |                   | Roman Hontyuk (UKR) · 0000-1020      |                   |                   |                   | Reza Csáhhandag (IRI) · 0013-0001 | Florian Wanner (GER) · 0000-0201 | kiesett           | kiesett           |                   | helyezetlen |

## Labdarúgás

### Férfi
| #             | Név                 | Klub                            | Születési idő                   | Mérkőzésszám | Gól     | Sárga lap | sárga lap · 2. sárga lap · kiállítva | kiállítva |
| Kapusok       | Kapusok             | Kapusok                         | Kapusok                         | Kapusok      | Kapusok | Kapusok   | Kapusok                              | Kapusok   |
| ------------- | ------------------- | ------------------------------- | ------------------------------- | ------------ | ------- | --------- | ------------------------------------ | --------- |
| 1             | Omar Saref          | Nádi el-Múlúdija el-Údzsdija    | 1981. február 19. (23 évesen)   | 0            | 0       | 0         | 0                                    | 0         |
| 18            | Nádir Lamjágri      | Nádi el-Vidád er-Rijádi         | 1976. február 13. (28 évesen)   | 3            | 0       | 0         | 0                                    | 0         |
| Védők         |                     |                                 |                                 |              |         |           |                                      |           |
| 2             | Monszef Zerka       | AS Nancy                        | 1981. augusztus 30. (22 évesen) | 2            | 0       | 1         | 0                                    | 0         |
| 4             | Zsamál el-Alívi     | AC Perugia                      | 1982. június 2. (22 évesen)     | 2            | 0       | 0         | 0                                    | 1         |
| 6             | Badr el-Kaddúri     | FK Dinamo Kijiv                 | 1981. január 31. (23 évesen)    | 3            | 0       | 0         | 0                                    | 0         |
| 13            | Uszáma esz-Szuvajdi | RCD Mallorca                    | 1981. augusztus 25. (22 évesen) | 3            | 0       | 0         | 0                                    | 0         |
| 15            | Tázs ed-Dín Számi   | Nádi er-Radzsá er-Rijádi        | 1982. június 10. (22 évesen)    | 1(1)         | 0       | 0         | 0                                    | 0         |
| 16            | Amine Erbáti (csk)  | Nádi er-Radzsá er-Rijádi        | 1981. január 1. (23 évesen)     | 3            | 0       | 0         | 0                                    | 0         |
| Középpályások |                     |                                 |                                 |              |         |           |                                      |           |
| 3             | Szaláh ed-Dín Akkál | Nádi Olimbík Huríbga            | 1984. január 1. (20 évesen)     | 0(2)         | 1       | 0         | 0                                    | 0         |
| 5             | Merván Zemmáma      | Nádi er-Radzsá er-Rijádi        | 1983. október 7. (20 évesen)    | (1)          | 0       | 0         | 0                                    | 0         |
| 8             | Jazíd Kajszi        | RC Lens                         | 1981. május 16. (23 évesen)     | 2(1)         | 0       | 1         | 0                                    | 0         |
| 14            | Azz ed-Dín Úrahu    | FC Istres                       | 1984. augusztus 12. (19 évesen) | 1(2)         | 0       | 0         | 0                                    | 0         |
| 17            | Otmán el-Asszász    | el-Ittihád                      | 1979. január 30. (25 évesen)    | 2            | 0       | 1         | 0                                    | 0         |
| Csatárok      |                     |                                 |                                 |              |         |           |                                      |           |
| 7             | Faríd et-Talhávi    | En Avant de Guingamp            | 1982. február 10. (22 évesen)   | 2(1)         | 0       | 1         | 0                                    | 0         |
| 9             | Musztafa el-Allávi  | Nádi el-Magreb el-Feszi         | 1983. május 30. (21 évesen)     | 0            | 0       | 0         | 0                                    | 0         |
| 10            | Búabid Búden        | RC Lens                         | 1982. február 1. (22 évesen)    | 3            | 0       | 2         | 0                                    | 0         |
| 11            | Mehdi et-Tavíl      | 1. FC Nürnberg                  | 1983. május 20. (21 évesen)     | 3            | 0       | 0         | 0                                    | 0         |
| 12            | Búsajb el-Mubárki   | Nádi el-Vaszl li-Kurat el-Kadam | 1978. január 12. (26 évesen)    | 3            | 0       | 0         | 0                                    | 0         |
| Edző          |                     |                                 |                                 |              |         |           |                                      |           |
|               | Musztafa Madíh      | Marokkó                         | 1956. január 1. (48 évesen)     |              |         |           |                                      |           |

- Kor: 2004. augusztus 10-i kora

#### Eredmények
D csoport 
| Csapat           | M | Gy | D | V | Rg | Kg | Gk | P |
| ---------------- | - | -- | - | - | -- | -- | -- | - |
| Irak (IRQ)       | 3 | 2  | 0 | 1 | 7  | 4  | +3 | 6 |
| Costa Rica (CRC) | 3 | 1  | 1 | 1 | 4  | 4  | 0  | 4 |
| Marokkó (MAR)    | 3 | 1  | 1 | 1 | 3  | 3  | 0  | 4 |
| Portugália (POR) | 3 | 1  | 0 | 2 | 6  | 9  | –3 | 3 |

| 2004. augusztus 12. 20:30 |

| Costa Rica (CRC) | 0–0         | Marokkó (MAR) |
| ---------------- | ----------- | ------------- |
|                  | Jegyzőkönyv | el-Alívi 59′  |

| Pankritio Stadium, Iráklio Nézőszám: 3212 Játékvezető: de Santis (olasz) |

| 2004. augusztus 15. 20:30 |

| Marokkó (MAR) | 1–2               | Portugália (POR)            |
| ------------- | ----------------- | --------------------------- |
| Búden 85'     | (0–1) Jegyzőkönyv | C. Ronaldo 40' R. Costa 73' |

| Pankritio Stadium, Iráklio Nézőszám: 7581 Játékvezető: Batres (guatemalai) |

| 2004. augusztus 18. 20:30 |

| Marokkó (MAR)                  | 2–1               | Irak (IRQ) |
| ------------------------------ | ----------------- | ---------- |
| Búden 69' (11-esből) Akkál 77' | (0–0) Jegyzőkönyv | Szadír 63' |

| Pampeloponnisiako Stadium, Pátra Nézőszám: 4019 Játékvezető: Elizondo (Argentin) |

| Csapat        | Helyezés |
| ------------- | -------- |
| Marokkó (MAR) | 10.      |

## Ökölvívás
| Versenyző              | Versenyszám  | Selejtező                     | Nyolcaddöntő                      | Negyeddöntő       | Elődöntő          | Döntő             | Helyezés |
| Versenyző              | Versenyszám  | Ellenfél Eredmény             | Ellenfél Eredmény                 | Ellenfél Eredmény | Ellenfél Eredmény | Ellenfél Eredmény | Helyezés |
| ---------------------- | ------------ | ----------------------------- | --------------------------------- | ----------------- | ----------------- | ----------------- | -------- |
| Redván Bústúk          | Papírsúly    | Carlos Tamara (COL) · 25-48   | kiesett                           | kiesett           | kiesett           | kiesett           | 17.      |
| Hisám Meszbáhi         | Légsúly      | Lechedzani Luza (BOT) · 25-20 | Andrzej Rżany (POL) · 20-33       | kiesett           | kiesett           | kiesett           | 9.       |
| Hamíd Ait Bígrád       | Harmatsúly   | Divakar Praszad (IND) · 17-25 | kiesett                           | kiesett           | kiesett           | kiesett           | 17.      |
| et-Tahár et-Tamszamáni | Könnyűsúly   | Sam Rukundo (UGA) · 22-30     | kiesett                           | kiesett           | kiesett           | kiesett           | 17.      |
| Hisám Náfíl            | Kisváltósúly | Isidro Mosquea (DOM) · 42-40  | Nurzsan Karimzsanov (KAZ) · 13-33 | kiesett           | kiesett           | kiesett           | 9.       |
| Mílúd Ait Hámmi        | Váltósúly    | Oleg Szaitov (RUS) · 15-30    | kiesett                           | kiesett           | kiesett           | kiesett           | 17.      |
| Rasíd el-Haddák        | Nehézsúly    |                               | Devin Vargas (USA) · RSC          | kiesett           | kiesett           | kiesett           | 9.       |

RSC - a játékvezető megállította a mérkőzést

## Súlyemelés
Férfi

| Versenyző       | Versenyszám | Szakítás | Szakítás | Lökés    | Lökés    | Összesen | Helyezés |
| Versenyző       | Versenyszám | Eredmény | Helyezés | Eredmény | Helyezés | Összesen | Helyezés |
| --------------- | ----------- | -------- | -------- | -------- | -------- | -------- | -------- |
| Jászín ez-Zuáki | 62 kg       | 95,0     | 17.      | 130,0    | 15.      | 225,0    | 15.      |

## Taekwondo
Férfi

| Versenyző             | Versenyszám | Nyolcaddöntő             | Negyeddöntő                         | Elődöntő          | Vigaszág első kör        | Vigaszág elődöntő         | Bronz- mérkőzés   | Döntő             | Helyezés |
| Versenyző             | Versenyszám | Ellenfél Eredmény        | Ellenfél Eredmény                   | Ellenfél Eredmény | Ellenfél Eredmény        | Ellenfél Eredmény         | Ellenfél Eredmény | Ellenfél Eredmény | Helyezés |
| --------------------- | ----------- | ------------------------ | ----------------------------------- | ----------------- | ------------------------ | ------------------------- | ----------------- | ----------------- | -------- |
| Abd el-Káder ez-Zrúri | Nehézsúly   | Luis Noguera (VEN) · 8-5 | Aléxandrosz Nikolaídisz (GRE) · 2-5 |                   | Julián Rojas (COL) · 6-2 | Pascal Gentil (FRA) · 1-3 | kiesett           |                   | 5.       |

Női

| Versenyző              | Versenyszám | Nyolcaddöntő                    | Negyeddöntő                    | Elődöntő          | Vigaszág első kör | Vigaszág elődöntő | Bronz- mérkőzés   | Döntő             | Helyezés |
| Versenyző              | Versenyszám | Ellenfél Eredmény               | Ellenfél Eredmény              | Ellenfél Eredmény | Ellenfél Eredmény | Ellenfél Eredmény | Ellenfél Eredmény | Ellenfél Eredmény | Helyezés |
| ---------------------- | ----------- | ------------------------------- | ------------------------------ | ----------------- | ----------------- | ----------------- | ----------------- | ----------------- | -------- |
| Muna Ben Abd er-Raszúl | Váltósúly   | Muníra en-Nahdi (TUN) · 6-2     | Ineabelle Díaz (PUR) · 4-4 SUP | kiesett           |                   |                   |                   |                   | 9.       |
| Munja Búrgíg           | Nehézsúly   | Daniela Castrignano (ITA) · 4-6 | kiesett                        | kiesett           |                   |                   |                   |                   | 11.      |

SUP - döntő fölény

## Tenisz
Férfi

| Versenyző                    | Versenyszám | 64-es főtábla                        | 32-es főtábla                                                    | Nyolcaddöntő      | Negyeddöntő       | Elődöntő          | Bronz- mérkőzés   | Döntő             | Helyezés    |
| Versenyző                    | Versenyszám | Ellenfél Eredmény                    | Ellenfél Eredmény                                                | Ellenfél Eredmény | Ellenfél Eredmény | Ellenfél Eredmény | Ellenfél Eredmény | Ellenfél Eredmény | Helyezés    |
| ---------------------------- | ----------- | ------------------------------------ | ---------------------------------------------------------------- | ----------------- | ----------------- | ----------------- | ----------------- | ----------------- | ----------- |
| Hisám Arázi                  | Egyes       | Juan Carlos Ferrero (ESP) · 3-6, 1-6 | kiesett                                                          | kiesett           | kiesett           | kiesett           | kiesett           | kiesett           | 33.         |
| Júnesz el-Ajnávi             | Egyes       | Dominik Hrbatý (SVK) · 3-6, 4-6      | kiesett                                                          | kiesett           | kiesett           | kiesett           | kiesett           | kiesett           | 33.         |
| Hisám Arázi Júnesz el-Ajnávi | Páros       |                                      | Fehéroroszország (BLR) · Makszim Mirni · Uladzimir Valcskov · WO | kiesett           | kiesett           | kiesett           | kiesett           | kiesett           | helyezetlen |

WO - ellenfél nélkül

## Úszás
Férfi

| Versenyző   | Versenyszám | Előfutam | Előfutam | Előfutam | Elődöntő | Elődöntő | Elődöntő | Döntő   | Döntő    |
| Versenyző   | Versenyszám | Idő      | Hely.    | Össz.    | Idő      | Hely.    | Össz.    | Idő     | Helyezés |
| ----------- | ----------- | -------- | -------- | -------- | -------- | -------- | -------- | ------- | -------- |
| Ádil Belláz | 200 m gyors | 1:55,79  | 6.       | 53.      | kiesett  | kiesett  | kiesett  | kiesett | kiesett  |

## Vívás
Férfi

| Versenyző  | Versenyszám       | Selejtező                      | 32-es főtábla     | Nyolcaddöntő      | Negyeddöntő       | Elődöntő          | Bronz- mérkőzés   | Döntő             | Helyezés |
| Versenyző  | Versenyszám       | Ellenfél Eredmény              | Ellenfél Eredmény | Ellenfél Eredmény | Ellenfél Eredmény | Ellenfél Eredmény | Ellenfél Eredmény | Ellenfél Eredmény | Helyezés |
| ---------- | ----------------- | ------------------------------ | ----------------- | ----------------- | ----------------- | ----------------- | ----------------- | ----------------- | -------- |
| Iszám Rámi | Párbajtőr, egyéni | Szergej Kocsetkov (RUS) · 6-15 | kiesett           | kiesett           | kiesett           | kiesett           | kiesett           | kiesett           | 36.      |